# Arcidiocesi di Nicopoli al Nesto
L'arcidiocesi di Nicopoli al Nesto (in latino Archidioecesis Nicopolitana ad Nestum) è una sede soppressa e sede titolare della Chiesa cattolica.

## Storia
Nicopoli, sul fiume Mesta (o Nesto) nell'attuale comune di Gărmen in Bulgaria, a 6 km da Goce Delčev (già Nevrokop), è un'antica sede arcivescovile autocefala della provincia romana di Tracia nella diocesi civile omonima.
Nella Notitia Episcopatuum dello pseudo Epifanio (circa 640) essa compare al 16º posto fra le sedi autocefale del patriarcato di Costantinopoli. L'arcidiocesi non è più presente nelle Notitiae del X secolo.
Sono due i vescovi attribuibili a questa sede nel primo millennio cristiano: Giovanni, che assistette al secondo concilio di Nicea nel 787; e Nicola, che prese parte al Concilio di Costantinopoli dell'879-880 che riabilitò il patriarca Fozio di Costantinopoli. Le Quien attribuisce a Nicopoli al Nesto anche il vescovo Policarpo, che appartiene invece alla diocesi di Nicopoli all'Jantra.
Nicopoli al Nesto è annoverata tra le sedi arcivescovili titolari della Chiesa cattolica; la sede è vacante dal 30 gennaio 1981.

## Cronotassi

### Arcivescovi greci
- Giovanni † (menzionato nel 787)
- Nicola † (menzionati nell'879)

### Arcivescovi titolari
- Vescovi ausiliari di Breslavia:
  - Heinrich von Fulstein † (8 agosto 1505 - 7 giugno 1538 deceduto)
  - Johannes Thiel, O.Praem. † (28 aprile 1539 - 4 settembre 1545 deceduto)
  - Adam Weisskopf, † (17 dicembre 1576 - 10 dicembre 1605 deceduto)
  - Franz Ursinus † (21 luglio 1614 - 16 novembre 1615 deceduto)[5]
  - Martin Kohlsdorf † (24 gennaio 1617 - 9 luglio 1624 deceduto)[5]
  - Johannes Balthasar Liesch de Hornau † (6 novembre 1625 - 13 settembre 1661 deceduto)
  - Karl Franz Neander von Petersheide † (26 giugno 1662 - 5 febbraio 1693 deceduto)
  - Georg Sigismund von Sinnersberg † (5 ottobre 1693 - 18 ottobre 1721 deceduto)[6]
- Carlo Confalonieri † (22 febbraio 1950 - 15 dicembre 1958 nominato cardinale presbitero di Sant'Agnese fuori le mura)[7]
- Emilio Tagle Covarrubias † (12 marzo 1959 - 22 maggio 1961 nominato arcivescovo, titolo personale, di Valparaíso)
- Lawrence Joseph Shehan † (10 luglio 1961 - 8 dicembre 1961 nominato arcivescovo di Baltimora)
- John Gordon † (10 febbraio 1962 - 30 gennaio 1981 deceduto)